# William Pynchon

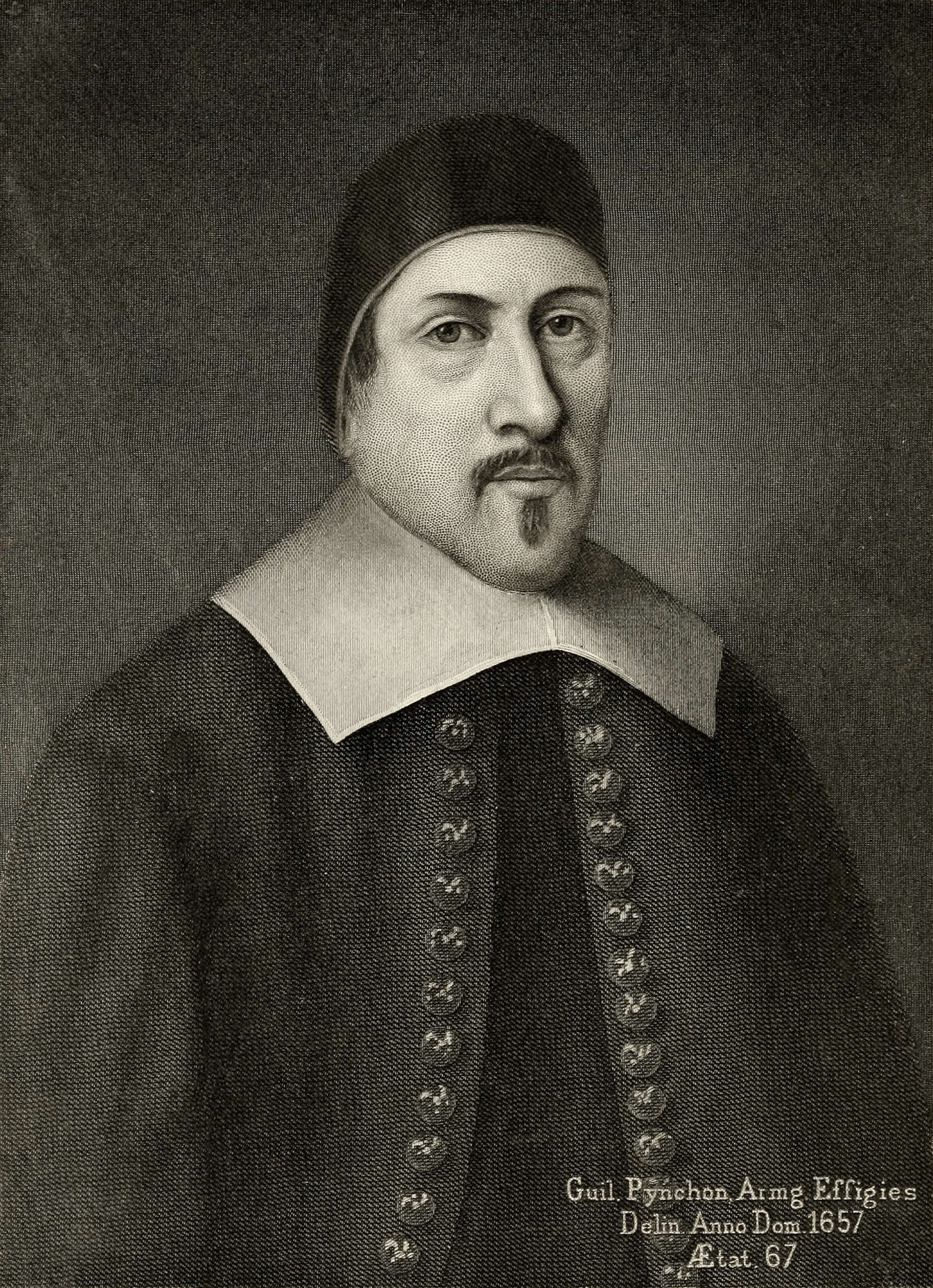
William Pynchon

William Pynchon (* 11. Oktober 1590; † 29. Oktober 1662) war ein englischer Kolonist und Pelzhändler. Er war zeitweise der stellvertretende Finanzverantwortliche der Massachusetts Bay Colony.
Bekannt wurde er hauptsächlich durch die Gründung von Springfield, Massachusetts, das er nach seiner Heimatstadt in England nannte. Später kehrte er in sein Heimatland zurück, wo er 1662 starb. 
1650 veröffentlichte er in London das Traktat The Meritorious Price of our Redemption, in dem er die calvinistische Prädestinationslehre in Frage stellte. Bei seiner Rückkehr nach Boston wurde er daher der Häresie bezichtigt; seine Schrift ist eines der ersten Bücher, die auf amerikanischem Boden verboten und öffentlich verbrannt wurden. Sein Nachfahr, der Autor  Thomas Pynchon, verarbeitete diese Begebenheit 1973 in seinem Hauptwerk Die Enden der Parabel.
| Personendaten    | Personendaten                          |
| ---------------- | -------------------------------------- |
| NAME             | Pynchon, William                       |
| KURZBESCHREIBUNG | Gründer von Springfield, Massachusetts |
| GEBURTSDATUM     | 11. Oktober 1590                       |
| STERBEDATUM      | 29. Oktober 1662                       |